# Olenecamptus indicus
Olenecamptus indicus är en skalbaggsart som först beskrevs av Stefan von Breuning 1936.  Olenecamptus indicus ingår i släktet Olenecamptus och familjen långhorningar. Inga underarter finns listade i Catalogue of Life.